# Crocyniaceae
Crocyniaceae was een botanische naam voor een monotypische familie van korstmossen behorend tot de orde Lecanorales. Het bevatte alleen het geslacht Crocynia, maar deze is later heringedeeld naar de familie Ramalinaceae.